# Faramea candelabrum
Faramea candelabrum är en måreväxtart som beskrevs av Paul Carpenter Standley. Faramea candelabrum ingår i släktet Faramea och familjen måreväxter. Inga underarter finns listade i Catalogue of Life.